# Tanì
Tanì è una frazione agro-pastorale, divisa fra i due Comuni di Carbonia e di Iglesias, di circa 50 abitanti; ed è costituita da due "medaus" (casali): a nord Tanì di Sopra (Comune di Iglesias) e a sud Tanì di Sotto (Comune di Carbonia), vicini all'antica borgata di Corongiu e che si trovano vicini alla strada provinciale n. 2, denominata Pedemontana.: